# Hemileuca conwayae
Hemileuca conwayae är en fjärilsart som beskrevs av Richard S. Peigler 1985. Hemileuca conwayae ingår i släktet Hemileuca och familjen påfågelsspinnare. Inga underarter finns listade i Catalogue of Life.